# Елиан (име)
Вижте пояснителната страница за други значения на Елиан.
Елиан е собствено мъжко име. В България то произлиза от женското име Елена. Името се среща и в други държави по света (Италия, Франция, Куба). Елиан Гонзалес е от Куба. Във Франция името се прозинася по-скоро като като Елиа, защото във френския език последна съгласна не се чете. В Италия по-разпространени са два варианта на Елиан, завършващи на „о“ (Елио, Елиано. Подобни на Елиан имена са Елен, Еленко и Елин.